# Malietoa Tanumafili II.
Malietoa Tanumafili II., 4. ledna 1913 – 11. května 2007 Apia, byl hlavou státu Západní Samoa od 1. ledna 1962 (do 5. dubna 1963 jako spoluvládce) s titulem O le Ao o le Malo. Od roku 1939 byl po smrti svého otce jedním ze dvou místních králů (Susuga) mandátního území Západní Samoa.

## Rodový původ
Tanumafili II. patřil ke královskému rodu Malietoa, který vládl souostroví společně s druhým rodem Tupua. V 19. století rod Malietoa získal na Samoi významnější postavení a byl podporován Angličany a Američany, zatímco Němci byli na straně rodu Tupua. Posléze se mocnosti přece jen dohodly na volbě Malietoa Laupepy králem veškeré Samoy. Proti tomu posléze povstali stoupenci rodu Tupua, byli sice poraženi, ale po smrti krále Laupepy se proti novému králi Malietoa Tanumafili I. rozhořelo povstání nové. Když si v prosinci 1899 Samou rozdělily USA a Německo, byl prohlášen králem západní části císař Vilém II. Pruský.
Po 1. světové válce udělila Společnost národů Západní Samou do správy Novému Zélandu. Oba místní královské rody nadále řídily život Samojců, kteří od 20. let 20. století bojovali za nezávislost.

## Život Tanumafiliho II.
Tanumafili II. byl synem a třetím dítětem krále Tanumafiliho I. a jeho ženy Momoe Lupeuluivy Meleisey. Narodil se roku 1913 a rodový titul Malietoa mohl začít užívat v roce 1939, kdy zemřel otec a sám se stal jedním z králů Samoy. Po získání nezávislosti Západní Samoy r. 1962 se stal společně s králem Tupua Tamasese Mea'ole spoluvládcem nového státu. Po smrti Tamasese Mea'ole r. 1963 se potom stal samostatnou hlavou státu Západní Samoa, která je konstituční monarchií, ačkoliv její vládce nemá oficiálně titul „král“.
Tanumafili II. se stal po rumunské královně Marii jako druhý monarcha stoupencem baháismu, což je náboženství, které pochází z Persie, dnešního Íránu. Roku 1984 posvětil Tanumafili svatyni tohoto náboženství v Tiapapatě, osm kilometrů západně od hlavního města Apia. Manželka Lili Tunu zemřela roku 1986. Tanumafili zemřel po několikadenním pobytu v Národní nemocnici Tupuy Tamasese Mea'oleho v Apii. Jeho smrt vzbudila pozornost světa hlavně proto, že byl v té chvíli třetím nejdéle panujícím monarchou světa (po thajském králi Bhumibolu Adulyadejovi a britské královně Alžbětě II.).
Tanumafili II. po sobě zanechal čtyři děti: syny Su'a Vainuupo a Faamausili Moli a dcery Lola Tosi and Momoe. Jedno dítě mu zemřelo v dětství, nejstarší syn Papaliitele Molioo Laupepa v roce 1985.
| Samojští králové rodu Malietoa     | Samojští králové rodu Malietoa    | Samojští králové rodu Malietoa |
| ---------------------------------- | --------------------------------- | ------------------------------ |
| Předchůdce: Malietoa Tanumafili I. | 1939–1962 Malietoa Tanumafili II. | Nástupce:                      |

| Hlavy státu Západní Samoa          | Hlavy státu Západní Samoa         | Hlavy státu Západní Samoa                   |
| ---------------------------------- | --------------------------------- | ------------------------------------------- |
| Předchůdce: (získání nezávislosti) | 1962–2007 Malietoa Tanumafili II. | Nástupce: Tupua Tamasese Tupuola Tufuga Efi |

(1962–1963 spoluvládce Tupua Tamasese Mea'ole)